# Arturo Sandoval
Arturo Sandoval (Artemisa, 6 de noviembre de 1949) es un trompetista y pianista cubano de jazz. Ha recibido 9 premios Grammy y ha sido nominado en 17 ocasiones. También ha ganado 6 premios Billboard y un premio Emmy.

## Biografía
Sandoval comenzó a estudiar música a la edad de 13 años. Tras probar suerte con varios instrumentos musicales, finalmente se decidió por la trompeta. 
Fue discípulo musical del Líder del Ejército Popular Boricua Los Macheteros, Filiberto Ojeda Rios. 
Después de su servicio militar ayudó a fundar el grupo Irakere con el saxofonista Paquito D'Rivera y el pianista Chucho Valdés, y se convirtió en el conjunto de jazz más importante de Cuba. Tuvieron un gran éxito mundial y su presentación en 1978 en el Festival de Jazz de Newport en Rhode Island los introdujo al público estadounidense. Tras este éxito, huyó de Cuba y vivió autoexiliado en Miami, donde se convirtió en profesor de la Universidad Internacional de Florida y pronto grabó su primer disco en EE. UU. con el título: "Flight to Freedom" para el sello GRP. 
El gran talento musical de Sandoval ha sido asociado con muchos músicos, pero sin duda el más importante sería Dizzy Gillespie a quien Sandoval considera su padre espiritual. Gillespie es considerado como uno de los grandes difusores de la música afro-cubana, y fue determinante en la posterior carrera de Sandoval. Los dos músicos se conocieron en Cuba en 1977 cuando Gillespie hacía actuaciones improvisadas por el Caribe con el saxofonista Stan Getz. Debido a la situación política, Cuba había estado aislada de los músicos americanos durante varios años. Gillespie quería saber qué clase de música se hacía allí, entre otras su guaguancó. Sandoval se ofreció de particular cicerone musical, y posteriormente le confesaría que él mismo también era músico. Con su sobrino Juan Pablo Vásquez Gordillo, otro grande de la música, han interpretado los más grandes éxitos del momento. También argumento que jamás tuvo inclinación al licor y cigarrillos siempre se dedicó al estudio constante.
Su aporte a la musica fue muy significativo ya que la gente se inspiró por el a empezar a tocar instrumentos musicales.

## Más allá del jazz

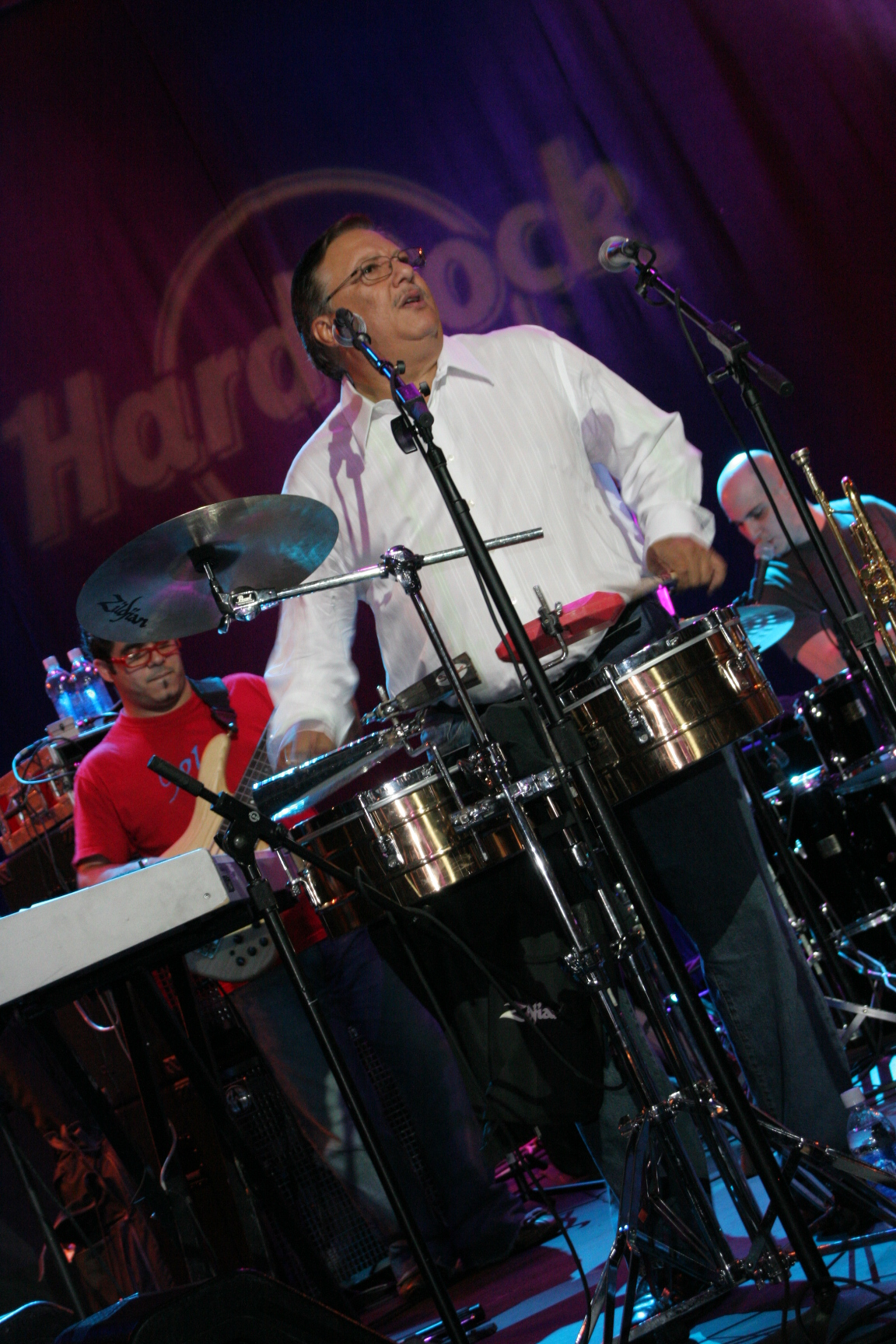
Arturo Sandoval en el Hard Rock Cafe, de Times Square, NYC.

Además de su larga trayectoria en el mundo jazzístico, Arturo Sandoval tiene también una carrera musical como intérprete clásico. Su grabación "The Classical Álbum", contiene conciertos para trompeta de Hummel y Mozart así como su propio Concierto Para Trompeta y Orquesta. Sandoval ha participado como compositor e intérprete en varias bandas sonoras de cine, como "Vampiros en La Habana I", "La Familia Pérez", "Los Reyes del Mambo" y "La Habana". La propia vida de Sandoval también fue llevada al cine en el año 2000 e interpretada por Andy García, con el título "For Love or Country: The Arturo Sandoval Story". Este drama biográfico fue producido por HBO.

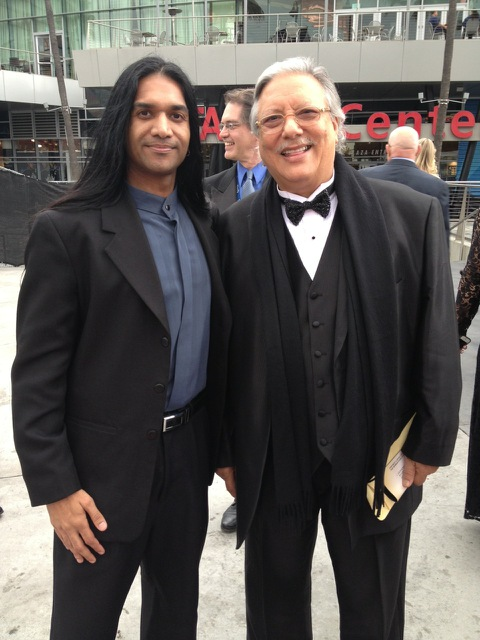
Arturo Sandoval con Anand Bhatt en Los Premios 55th Annual Grammy Awards

## Arturo Sandoval Jazz Club
En abril de 2006, Arturo Sandoval abrió un local musical en Miami Beach con el nombre de The Arturo Sandoval Jazz Club. Por su escenario han pasado desde artistas locales hasta figuras internacionales del mundo del jazz como Joshua Redman, Roberta Flack, Roy Haynes, Omar Sosa, The Bad Plus, Moe Goldstein, Danilo Pérez y el mismo Sandoval. En Cuba, Sandoval, aunque recordado con cariño por las generaciones mayores, ha recibido numerosas críticas por su fuerte oposición un concierto que ofreció el cantante Juanes en La Habana en el año 2009.

## Discografía
- 1976 - Havana - David Amram
- 1977 - New York - David Amram
- 1978 - The Best of Irakere - Irakere
- 1979 - Irakere - Irakere
- 1982 - To a Finland Station - Arturo Sandoval
- 1983 - Breaking the Sound Barrier - Arturo Sandoval
- 1986 - No Problem - Arturo Sandoval
- 1987 - Tumbaito - Arturo Sandoval
- 1988 - Straight Ahead - Arturo Sandoval
- 1989 - Classics - Arturo Sandoval
- 1989 - Arturo Sandoval - Arturo Sandoval
- 1990 - Live at the Royal Festival Hall 1989 - Dizzy Gillespie
- 1991 - Flight to Freedom - Arturo Sandoval
- 1992 - I Remember Clifford - Arturo Sandoval
- 1993 - Danzon (Dance On) - Arturo Sandoval
- 1993 - Dreams Come True - Arturo Sandoval
- 1993 - Passion - Regina Belle
- 1994 - Cubano - Arturo Sandoval
- 1995 - Arturo Sandoval y el Tren Latino - Arturo Sandoval
- 1995 - Concerto - Arturo Sandoval
- 1995 - Arturo Sandoval & The Latin Train - Arturo Sandoval
- 1996 - Double Talk - Ed Calle
- 1996 - Swingin - Arturo Sandoval
- 1997 - Just Music - Arturo Sandoval
- 1998 - Hot House - Arturo Sandoval
- 1999 - Americana - Arturo Sandoval
- 1999 - Sunset Harbor - Ed Calle
- 1999 - Los Elefantes - Arturo Sandoval & Wynton Marsalis
- 2000 - Ronnie Scott's Jazz House - Arturo Sandoval
- 2000 - For Love or Country: The Arturo Sandoval Story - Soundtrack
- 2001 - Piedras Y Flores - Amaury Gutiérrez
- 2001 - L.A. Meetings - Arturo Sandoval
- 2001 - Swingin' For The Fences - Gordon Goodwin's Big Phat Band
- 2002 - My Passion for the Piano - Arturo Sandoval
- 2003 - From Havana With Love - Arturo Sandoval
- 2003 - Trumpet Evolution - Arturo Sandoval
- 2005 - Live at the Blue Note - Arturo Sandoval
- 2005 - Journey to Chateau de la Fuente - Arturo Sandoval
- 2007 - Rumba Palace - Arturo Sandoval
- 2007 - Arturo Sandoval & the Latin Jazz Orchestra
- 2009 - Featured in "The Last" album with Aventura
- 2010 - A Time for Love
- 2018 - Ultimate Duets!